# João Costa
João Costa is een gemeente in de Braziliaanse deelstaat Piauí. De gemeente telt 3.315 inwoners (schatting 2009).